# 시초초등학교 선동분교
시초초등학교 선동분교는 대한민국 충청남도 서천군 시초면 선동리 142-2에 있었던 공립 초등학교이다.

## 학교 연혁
- 1960년 3월 31일 : 시초초등학교 선동분교로 개교
- 1961년 5월 3일 : 선동국민학교로 승격
- 1992년 3월 1일 : 시초국민학교 선동분교장으로 편입
- 1996년 3월 1일 : 시초초등학교 선동분교로 개칭
- 1999년 2월 28일 : 시초초등학교로 통폐합